# Marcos Rodríguez Toledo
Marcos Álex Rodríguez Toledo (San Esteban, Chile, 19 de diciembre de 1970) es un exfutbolista chileno. Jugaba como mediocampista.

## Trayectoria
Oriundo de San Esteban realizó las divisiones inferiores en Nogales Tocornal de su ciudad natal, para luego unirse al fútbol formativo de Cobreandino, debutando como profesional en 1987. En 1991, luego del descenso del equipo a la Tercera División, firmó por Everton, donde jugó la Copa Chile 1992. Para el segundo semestre reforzó a Santiago Wanderers de la Primera B.
En 1993 regresó a Everton, en donde jugó hasta 1995, temporada que culminó con el descenso a la Primera B del equipo viñamarino. Para 1996 se trasladó al sur, defendió los colores de Deportes Temuco, que se salvó del descenso a la Primera B mediante la liguilla de promoción. Para 1997 pasó a defender los colores de Unión Española, formando parte del plantel que descendió por primera vez a la Primera B.
En 1998 firmó con Unión San Felipe de la Primera B, en donde estuvo por dos temporadas. El año 2000 defendió los colores de Deportes Arica, retirándose del fútbol profesional a fines de temporada.

## Clubes
| Club                          | País  | Año       |
| ----------------------------- | ----- | --------- |
| Cobreandino                   | Chile | 1987-1991 |
| Everton                       | Chile | 1992-1995 |
| → Santiago Wanderers (cedido) | Chile | 1992      |
| Deportes Temuco               | Chile | 1996      |
| Unión Española                | Chile | 1997      |
| Unión San Felipe              | Chile | 1998-1999 |
| Deportes Arica                | Chile | 2000      |